# Tractat d'Aquisgrà (1748)
El Tractat d'Aquisgrà és un tractat de pau signat el 18 d'octubre de 1748 a la ciutat d'Aquisgrà que va posar fi a la Guerra de Successió Austríaca iniciada l'any 1740. Les negociacions van iniciar-se el 24 d'abril del 1748 en aquesta "ciutat imperial lliure" dins el Sacre Imperi Romanogermànic, sent els principals negociadors el Regne de la Gran Bretanya i França, qui havien dirigit els dos bàndols enfrontats en la guerra.

## Clàusules del Tractat
1. La majoria de les conquestes realitzades durant la contesa van ser restituïdes als seus amos originals. El govern francès es va comprometre a evacuar els Països Baixos austríacs i algunes places neerlandeses que havien estat ocupades durant la contesa, a més de retornar la ciutat de Madràs als britànics. Aquests, per la seva banda, van retornar la fortalesa de Louisbourg (Cap Breton, Canadà) als francesos.[1]
2. L'Emperadriu Maria Teresa I d'Àustria va cedir els ducats de Parma, Piacenza i Guastalla, al nord d'Itàlia, a Felip I de Parma, fill del rei Felip V d'Espanya i Isabel de Farnesi. Així mateix alguns territoris de l'oest de la Llombardia van ser lliurats al rei Carles Manuel III de Sardenya.[1]
3. Les fronteres del Ducat de Mòdena i la República de Gènova van ser restaurades en el seu traçat original.
4. Per tancar la Guerra de l'orella de Jenkins, Espanya va revalidar amb Gran Bretanya el "Derecho de Asiento", el permís a aquest país per enviar un vaixell mercant a l'any a les colònies espanyoles d'Amèrica. Ambdós punts havien estat acordats prèviament el 16 de març de 1713 en el Tractat d'Utrecht.[2]

## Significança
La major part del tractat es va limitar a estipular un retorn a l'statu quo previ a la guerra. Encara que va assegurar la pau a Itàlia (cosa a la qual també va contribuir l'arribada al tron espanyol de Ferran VI, molt menys interessat a recuperar l'antiga Itàlia espanyola que el seu pare), el tractat no va acabar amb la rivalitat entre França i el Regne de la Gran Bretanya a l'Índia i Amèrica del Nord, que tornaria a esclatar en la Guerra dels Set Anys (1756-1763).
El tractat va crear un especial descontentament a França, on s'havia donat per assentat que els Països Baixos austríacs serien annexionats al país després d'haver estat conquistats en una brillant campanya militar dirigida pel comte Maurici de Saxònia. La seva restitució a la Corona Austríaca va donar lloc a la popularització de la dita bête comme la paix  ("estúpid com la pau") als carrers de la ciutat de París.
Per la seva banda, Espanya i Gran Bretanya van signar el Tractat de Madrid el 5 d'octubre de 1750, que va eliminar el "Derecho de Asiento" en canvi d'una indemnització de 100.000 lliures.